# راجکمار هرانی
راجکمار "راجو" هرانی (سندی: 𑋙𑋠𑋂𑊺𑋣𑋗𑋠𑋙𑋣 𑋞𑋢𑋙𑋠𑋌𑋢, राजकुमारु हीराणी, راجڪمار هيراڻي, هندی: राजकुमार हिरानी, انگلیسی: Rajkumar Hirani؛ زادهٔ ۲۰ نوامبر ۱۹۶۲) کارگردان فیلم و فیلم‌نامه‌نویس اهل هند است. او یکی از موفق‌ترین و برجسته‌ترین کارگردانان قرن بیست‌ویکم هند می‌باشد.

## گزیده فیلم‌شناسی
از فیلم‌هایی که او کارگردانی کرده می‌توان به سه احمق، مونا قلدره و محبت جادویی، ادامه بده منّا بهائی، سانجو، پی‌کی و دانکی می‌باشد.

## جوایز
وی همچنین برنده جوایزی همچون جوایز فیلم‌فیر شده است.